# Calloserica brendelli
Calloserica brendelli är en skalbaggsart som beskrevs av Ahrens 1999. Calloserica brendelli ingår i släktet Calloserica och familjen Melolonthidae. Inga underarter finns listade.